# Colonia Vignaud
Colonia Vignaud es una localidad situada en el departamento San Justo, hacia el extremo noreste de la provincia de Córdoba, Argentina.
La RP 1 cordobesa, que al norte del límite con Santa Fe se denomina RP 23 santafesina une, junto a un ramal de ferrocarril a Colonia Vignaud con Brinkmann(al sur) y con Morteros (al norte).
La fiesta patronal se celebra el día 24 de mayo en honor de María Auxiliadora.

## Historia
El 26 de febrero de 1881 Charles Ernest Vignaud adquirió en Buenos Aires 2 leguas 1251 cuadras 7500 varas cuadradas de terrenos y, poco después, solicitó al gobierno de Córdoba se le otorguen los beneficios de la Ley de Colonias de 1888. Cumplimentado el trámite, el 7 de agosto de 1888 se aprobaron los planos correspondientes, con lo que comenzó la radicación de pobladores e instituciones.
Radicado en la Colonia con su esposa, Ana Passadore, don Ernesto decidió edificar una capilla en honor a San José. En 1903, celebró un convenio con la Pía Sociedad Salesiana, por el cual le donó terrenos y se comprometió a construir los edificios para los colegios de varones y niñas; como contrapartida, los salesianos se comprometieron a permanecer en el lugar con un capellán.
El pueblo, como tal, fue aprobado el 12 de diciembre de 1917 y la Municipalidad, el 14 de enero de 1926.

### La Comunidad Salesiana en Colonia Vignaud
Desde sus orígenes, la vida de la localidad está estrechamente ligada a la de la comunidad salesiana.
Hacia 1903, después de intensas gestiones, que incluyeron la donación de las tierras necesarias, por parte de Ernesto Vignaud, los primeros padres salesianos llegaron a la Colonia para ocuparse, no solo de la capilla, sino también de la educación de los niños. Surgió así la Escuela primaria elemental "Nuestra Señora del Rosario", para varones, con externado. El 25 de noviembre de dicho año, se realizó el Convenio entre la Pía Sociedad Salesina y el señor don Ernesto Vignaud, que “con el fin de asegurar en perpetuo el culto divino y la enseñanza elemental, moral y religiosa a beneficio de los habitantes de la colonia Vignaud, por él fundada”, hizo las siguientes donaciones:
·        Media cuadra de terreno inmediato al de la capilla para la instalación del colegio, que el mismo propietario ha resuelto edificar para los niños de la colonia, y otros tres solares de la cuadra que da al fondo de la capilla y del colegio mismo.
·        Para la manutención del capellán y maestro salesiano concede en propiedad al mismo representante de la Pía Sociedad Salesiana veinte concesiones de terreno, que equivalen a 660 hectáreas.
·        Con el fin de que las hijas de María Auxiliadora se hagan cargo de la educación de las niñas, les concede una cuadra de terreno con el edificio correspondiente.
Por su parte, el rector mayor, se comprometía a “a conservar siempre en la colonia Vignaud un capellán con su correspondiente auxiliar, para que cumplan en la capilla las funciones de culto, atiendan a las necesidades religiosas de los colonos y a la vez den clase durante el año a los hijos” de ellos.
Las Hijas de María Auxiliadora se atenderían “a las niñas en cuanto a su instrucción y educación moral-religiosa”.
La segunda parte del convenio, don Vignaud “reconociendo que la Pía Sociedad Salesiana escaseaba de medios para sostener convenientemente el noviciado de Bernal, concedía para el mismo la suma de 20.000 pesos moneda nacional para las obras que sean más necesarias, a fin de cultivar mayor número de vocaciones eclesiásticas”.
Así se entregó el 29 de noviembre el diploma de Coooperadores Salesianos, como justo reconocimiento de la Congregación, a don Ernesto Vignaud, su señora Anita, a don Juan Bautista Passadore (padre de la señora), y a los hermanos de ésta, don Juan y don Agustín Passadore y consortes.
Concretado este primer paso, don Ernesto comenzó a trabajar para que se instalen también las Hermanas de María Auxiliadora, lo que logró en 1905, originándose el "Colegio María Auxiliadora", para niñas.
En 1908 el obispo de Córdoba autorizó a la Pía Sociedad Salesiana de Don Bosco a establecerse canónicamente en la Colonia y declaró fundada la Casa. Años después, en 1922, al crearse la parroquia del Sagrado Corazón de Jesús de Colonia Vignaud, se la entregó a la Congregación, con todos los derechos, obligaciones y oficios inherentes al ministerio parroquial.
El instituto Nuestra Señora del Rosario y el colegio María Auxiliadora fueron desarrollándose y creciendo. El primero funcionó como seminario menor, o aspirantado, hasta la década del '70, cuando se transformó en escuela agropecuaria. En la actualidad el I.A.S. sigue recibiendo alumnos externos, internos y medio pupilos.
El colegio María Auxiliadora, por su parte, continúa como escuela de nivel primario y nivel inicial, adscripta a la enseñanza oficial.

### La Trama de la Codicia
En 1903 le fueron adjudicadas a Luis Vignaud 2500 ha y no obstante sus privilegios, compelido por su hermano Ernesto, embarcó con su familia a Francia y de ningún modo intervino en la fundación de la colonia. Ernesto no quería cuentas con su hermano.
Ernesto Vignaud falleció en 1911, con su juicio turbado y en lamentable estado de tristeza.
Todavía en la colonia debía proseguir la obra fundadora.
Luis había recibido tierras dinero contante y asistían la educación de sus hijos, sin embargo venía por más y resultaba imposible poner en razón su importunidad.
A pesar de la buena educación y tolerancia de su bien dispuesta cuñada, no vaciló en maltratar a Anita, viuda de su hermano, con exigencias codiciosas.
Ana, mano abierta que daba con liberalidad, le confirió importante suma de francos y Luis se marchó “a la francesa” (retirarse bruscamente).
Ana continuó ayudando económicamente a la familia de su extinto esposo, recomendando que vivieran cristianamente.
Fallecido Vignaud, Anita -leal esposa- con su padre y hermanos: Juan y Agustín Passadore, continuaron la obra de colonizar, finalidad de la fundación que -si bien estaba en marcha- faltaba mucho por realizar.
Cecilia Castagno, al referirse a HUELLAS DE UN AGRAVIO, dice que redime la vejación del olvido cuando rescata la influyente participación de la familia Passadore en la proeza fundadora del colonato en los albores del siglo XX.
Manifiesta Bernard Vignaud: “… hemos notado el papel extraordinario de Anita y su padre para hacer cumplir la voluntad del difunto. Encontramos esto grandioso, bien hubiera podido no pasar nada”
El confesor de Ana Passadore -con cargo de representante- se amparaba en la Sociedad Anónima Apis, modalidad de clérigos y legos en comunidad para adquirir bienes y ponerlos a salvo de futuras eventualidades.
Era una organización sospechosa. Navegaban en aguas cómodas que le permitían maniobrar en operaciones dolosas con cierta impunidad de apariencia legal. En el doble carácter de sociedad civil y eclesiástica excesivamente mercantilizada deberían sufrir el desprestigio del abuso que han hecho de la impunidad.
Los Apis manejaban muchos millones de pesos y asuntos turbios, burlando las leyes al margen de las cuales operaban defraudando al fisco.
El 12 de mayo de 1926 Ana Passadore enfermó gravemente. La monja Catalina Lanza -enfermera durante sus últimos días- fue activa en vicios, diligente en falsedades, apropiaciones ilícitas, complicidades y encubrimientos con limitado talento por sus contradicciones.
El 28 de mayo de 1926 se fraguó un testamento que aparece otorgado por Ana Passadore. A pocos días de haberse tramado su última disposición se produjo la defunción.
El médico de cabecera dijo que no tenía la conciencia perfecta de una persona en estado normal y el mismo testamento impugnado dice que no firma por la debilidad extrema, supliendo a la testadora firmó el boticario, por indicación del escribiente. Refiriéndose al confesor resulta ilustrativo el artículo VAULA TESTADOR SUPLENTE DE LOS MORIBUNDOS.
No mediando testamento, Ana Passadore se constituía en heredera universal de su esposo. Existían bienes gananciales adquiridos en el transcurso de más de 20 años y además era poseedora del propio patrimonio de su ascendencia.
En la sucesión de Ana Passadore eran albaceas dos religiosos: Bonetti y Paglieri, accionistas Apis, y Vaula el representante, quienes pretendían validar un testamento fraguado y viciado de nulidad. Con un ardid decidieron el recurso despreciable y ruin de negar el carácter de hermanos de la testadora a los sucesores.
Los legados de Ana a sus hermanos cofundadores, al personal de servicio y colaboradores fue una acción palmariamente ecuánime, ellos trabajaron en la colonización y cumplieron con grandeza en consumar la gesta fundacional.
Los errores en el testamento impugnado demuestran que no fue confeccionado en presencia de escribano. Una serie de equivocaciones que los demandados tratan de subsanar paso a paso; las improvisaciones, fallas, son el resultado de procurar derechos en un testamento fingido que habían tramado con apaños, amaños y jugarretas.
Carente de información -o por obsecuente dependencia- en ESTAMPAS DE UN CENTENARIO, Ronal Comba tuvo palabras encomiosas para Luis Vaula y para la monja Catalina Lanza en un panegírico aberrante donde insinúa desconocer que fueron partícipes de hechos sucios o bien que enterado,  por obsecuencia, procura tapar el estercolero.
Acerca de los religiosos confabulados en esta superchería aducen que no tienen relación con los Apis. Responden a esta falacia los archivos de la Voz de San Justo 1928: El ruidoso affaire de la sucesión Vignaud y la sociedad Apis. Importante asunto judicial los campos de la sucesión Vignaud. Escritos que nadie se atrevió a refutar ni documentar oposición en medio de prensa alguno. Con motivo de un manotón en los bienes de la sucesión de Ana Passadore consta en el juzgado de Brinckmann una protesta contra Luis Vaula que trataba de cometer la usurpación de tierras desalojando a los arrendatarios.
Vaula -representante Apis y confesor de Ana- con falsedades pretendía burlar la ley. Engañar a la justicia para procurarse la impunidad de un acto repudiable contra Sarponte porque el colono no se prestaba a sus maquinaciones. “…deberían haberse solidarizado con un pobre agricultor padre de doce hijos impidiendo que la Sociedad Apis, aduciendo propiedad de las tierras que ocupaba el humilde colono, pudiera desalojarlo (1928)”.
El Dr. Joaquín Martínez, patrocinador de Sarponte, desbarató el atropello diciendo: “el actor ni siquiera sabe con exactitud la extensión de la tierra cuya restitución solicita e ignora donde está el objeto del arriendo”. El fallo favoreció al colono.
El libro que desarrolla la biografía de Ernesto Vignaud, presentado el 13 de septiembre de 2007, desatinadamente inserta la traducción al francés. Esta historia contiene la osadía de divulgaciones engañosas por tergiversar la realidad.
Fue deplorable la apropiación ilícita del testamento ológrafo copiado con modificaciones introducidas a favor de Luis Vaula -confesor de Ana- en connivencia con el escribiente Romero Re, falso notario que originó la causa de impugnación. Es falaz aducir que Ana Passadore corrigió dicho testamento ante escribano público.
Este aporte agraviante está dictada por los que -a la abnegación de la pobreza- materia de un voto sagrado, antepusieron la lacra de la avidez.
Se dijo en la presentación que la autora ha resaltado la fe inquebrantable que permitió que gran parte de su fortuna se dedicara a obras piadosas. No fue la fe de Vignaud la que consintió que gran parte de su fortuna se destinara a la piedad. Constancias poderosísimas delatan que importante fracción de su riqueza padeció un procedimiento de expoliación. No solo acciones civiles, sino también penales, defienden la situación jurídica de este despojo fraudulento.
Al fin una parte jugosa de su fortuna corrió por la mano de Vaula, representante de los Apis.
Ana dio a luz dos hijos. El primogénito muerto por nacer el 24 de abril de 1891, la segundogenitura corresponde a Ernesto Pedro Deogracia Vignaud Passadore, nacido el 22 de marzo de 1892. Este hecho trascendental en la vida de Vignaud, al ser pasado por alto, dejó una laguna inexcusable en la genealogía publicada en su biografía.
El 19 de junio de 2005 arribaron franceses a Colonia Vignaud. El objeto era la edición de un documental sobre la vida y obra del fundador. Es evidente que venían a hacer su negocio.
Considero más atractivo historiar el brillante negocio que realizaron los religiosos albaceas accionistas de la Sociedad Apis y el confesor que encendió la codicia para usurpar los bienes de la herencia de Ana Passadore, esposa del fundador.
Así se cumpliría lo sugerido por Bernard Vignaud: “Pensamos que para la historia de Colonia Vignaud seria importante que este hecho salga a luz”.
En el decurso de los hechos no pasó en silencio ningún suceso que hubiera querido relatar sin eufemismos y que nadie podrá negar ni desmentir. Bernard Vignaud me decía: “después de todo, los acontecimientos deben ser relatados, aún los que puedan molestar”.

### Junto a la casa de formación salesiana
Tuvieron aquí hermanas y niñas la sin igual ventura de respirar a pulmón lleno la sobreabundancia de espiritualidad, puesta en sazón por el padre Luis Vaula en el contiguo aspirantado, que vivía entonces la gloria de sus mejores años.
También las hermanas con el grupo de aspirantes acataron gozosas en lo espiritual la dirección del padre Vaula, a través de la plática mensual a las primeras el día de retiro, y la semanal que recibían las segundas.  Lo consigna así la crónica para el jueves 1° de mayo de 1930:
“Como en los años anteriores el reverendo padre Vaula todos los jueves celebra la misa en nuestra capilla y hace la conferencia a las aspirantes”.
En lo material todo marchó igualmente en palmas mientras vivió la señora Anita Passadore, la piadosísima y mundífica viuda del fundador de la colonia, don Ernesto Vignaud.
El 2 de febrero de 1922 empezaban la construcción del nuevo salón dormitorio costeado por la patrona. Medía 68 metros por 11,50.
Comenzaron a la vez hermanas y niñas una novena a María Auxiliadora por las intenciones de la señora Anita, para la venta de un terreno que permitiría disponer de 35.000 pesos en bien del aspirantado pronto a construirse. Atestiguó la crónica del 9 de febrero la gracia recibida.
Entre tanto, el 6 de marzo se colocaba solemnemente la piedra fundamental del nuevo salón.
Pudieron asimismo las hermanas aprovecharse, como los salesianos en 1922, de la luz eléctrica, que inauguraron el 2 de julio. Y así adelante en otros menesteres del colegio y su alumnado.

## Colonia Vignaud, hoy
En Colonia Vignaud funcionan diversas instituciones de interés comunitario. Una de ellas es el Centro de Jubilados y Pensionados, que incluye servicio de enfermería y pedicuría para los asociados y funciona en un edificio cedido en comodato por la Municipalidad. En otro orden, el Consorcio Caminero N.º 66, con asiento en la localidad, se ocupa del mantenimiento de la red de caminos secundarios y terciarios. Las actividades deportivas y sociales se concentran en el centro juvenil agrario cooperativista Vignaud, en cuya sede se organizan diversos eventos.
Una de las instituciones más nuevas de la población es la "Biblioteca Pública y Popular Colonia Vignaud", creada el 2 de marzo de 1996, que desarrolla sus actividades en un edificio cedido por la Municipalidad. Esta entidad tiene, además de sala de lectura con acceso a las nuevas tecnologías (TV, video, fax, internet, CD etc.), diversos servicios de extensión cultural.
La economía local tiene dos pilares fundamentales: por un lado, la actividad agropecuaria y muy especialmente la lechera, agrupada en la Cooperativa de Tamberos Ltda. "El Alba", incorporada al grupo Sancor en 1941 y por el otro, la obra salesiana, dado que los dos centros educativos constituyen una importante fuente de trabajo, tanto directa como indirecta, para la población.
La salud pública se controla desde el Dispensario municipal, recientemente ampliado.

## Ernesto Vignaud
La comunidad de Colonia Vignaud mantiene vivo el recuerdo y el reconocimiento a su fundador, Charles Joseph Ernest Vignaud. Este francés, de origen limusino, llegó a Argentina hacia 1870 y, en Buenos Aires, fue profesor en el Colegio Militar de la Nación y en el colegio San José, de los padres Bayoneses. Como ya se dijo, en 1881 adquirió terrenos en la provincia de Córdoba y en 1888 logró la aprobación de los planos de la que llamó "Colonia Vignaud". Contrajo matrimonio con Ana Passadore, de origen italiano, con quien tuvo dos hijos, que fallecieron a poco de nacer.
Al comienzo vivían en este lugar solo en forma temporaria y después se radicaron en su Colonia en forma definitiva.
Don Ernesto dejó de existir a los 61 años de edad, el 7 de febrero de 1911, para rememorarlo, la Municipalidad construyó un monumento con su busto, el que está ubicado, en la actualidad, en el centro de la plaza que también lleva su nombre. En 1963 los restos de don Ernesto y doña Anita fueron trasladados, del cementerio local, al mausoleo construido especialmente para ellos en la iglesia parroquial.
En enero de 1995 se recibió la visita de Bernard Vignaud, sobrino nieto del fundador y, desde esa oportunidad, se reiniciaron los contactos con esta familia, que conserva la impronta de este personaje tan particular.

## Geografía
Se ubica en la Pampa Húmeda en la zona ecotónica con el Chaco Austral, de modo que el clima es transicional entre el templado y el subtropical: las cuatro estaciones están bien diferenciadas, teniendo inviernos frescos (estación en la cual son frecuentes las temperaturas en torno al 0°C) y veranos cálidos. La temperatura media anual es de aproximadamente 25 °C. Las lluvias están bastante distribuidas durante todo el año, predominando en primavera y verano. El promedio anual de precipitaciones es de 790 mm/año.
El relieve es más bien llano aunque la población se ubica en una casi imperceptible eminencia llamada domo de Los Altos.
La vegetación natural ha sido un parque de gramíneas salpicado por bosquecillos de chañar, tala, algarrobo criollo y palmeras caranday; en la actualidad predominan las pasturas, forrajes y cultivos intensivos de cereales y cuasi cereales como la soja. La fauna autóctona mayor casi ha desaparecido a lo largo del siglo XX, hasta inicios de dicho siglo se encontraban pumas, guazunchos, corzuelas, ñandúes, pecaríes, aguará guazús, ciervo de las pampas e incluso yaguares. En la actualidad la fauna silvestre (sin contar las aves) se restringe a comadrejas, armadillos, lagartijas, liebres, conejos, zorros, cuises y ratones campestres. En cambio predomina la fauna alóctona con fines ganaderos: equinos (caballos), ovinos y, sobre todo, vacas lecheras.

## Población
Cuenta con 631 habitantes (Indec, 2022), lo que representa un descenso del 13% frente a los 722 habitantes (Indec, 2010) del censo anterior.
| Gráfica de evolución demográfica de Colonia Vignaud entre 1991 y 2022 |
|                                                                       |
| Fuente: Censos nacionales del INDEC                                   |

## Hermanamientos
- Virle Piemonte, Turín, Italia

Luego de un intercambio de comunicaciones entre ambas localidades, el hermanamiento con esta localidad italiana, se concretó en Italia el 21 de septiembre de 1997. A partir de ese momento se realizan intercambios de orden cultural y protocolar entre ambas comunidades.

## Parroquias de la Iglesia católica en Colonia Vignaud
| Diócesis  | San Francisco                                        |
| --------- | ---------------------------------------------------- |
| Parroquia | Sagrado Corazón de Jesús-Santuario María Auxiliadora |